# Küstermann & Comp. Maschinenfabrik

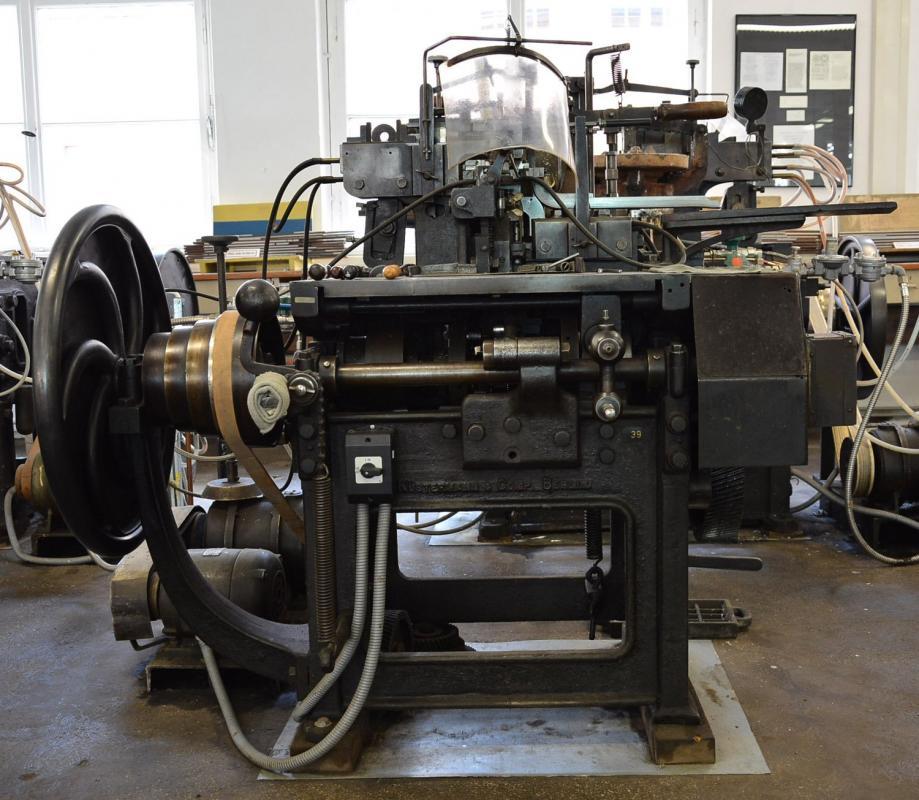
Diese Küstermann Komplettgießmaschine Typ II von 1912 wird mit Gas beheizt und von Elektromotoren angetrieben. Museum für Druckkunst Leipzig

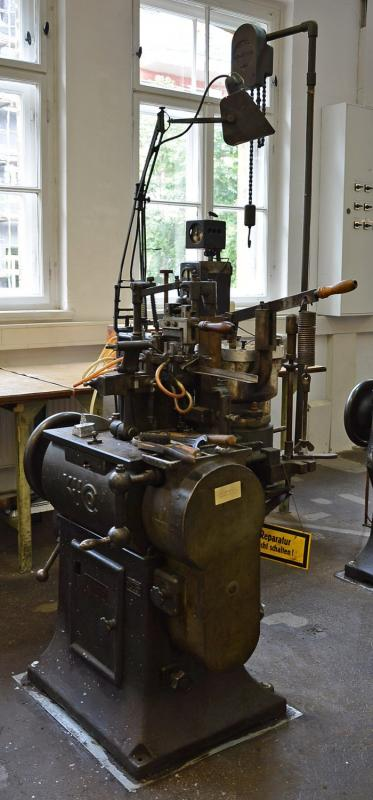
Universal-Gießmaschine kann Schrift zwischen 6 p und 20 p gießen. Küstermann & Comp.1968 Groß-Gerau. Museum Digital Leipzig.

Die Küstermann & Comp. Maschinenfabrik war eine 1873 in Berlin gegründete Gießmaschinenfabrik.

## Geschichte
Die ursprünglichen Inhaber der Firma trennten sich Ende 1872 von dem Unternehmen und der Schlossermeister Ferdinand Heinrich Küstermann (1835–1908) erwarb es mit weiteren Schlossern als Firma Gursch, Küstermann & Co., die später als Firma Küstermann & Comp. umfirmierte. Die erste Adresse der Firma war die Brunnenstraße 35. 

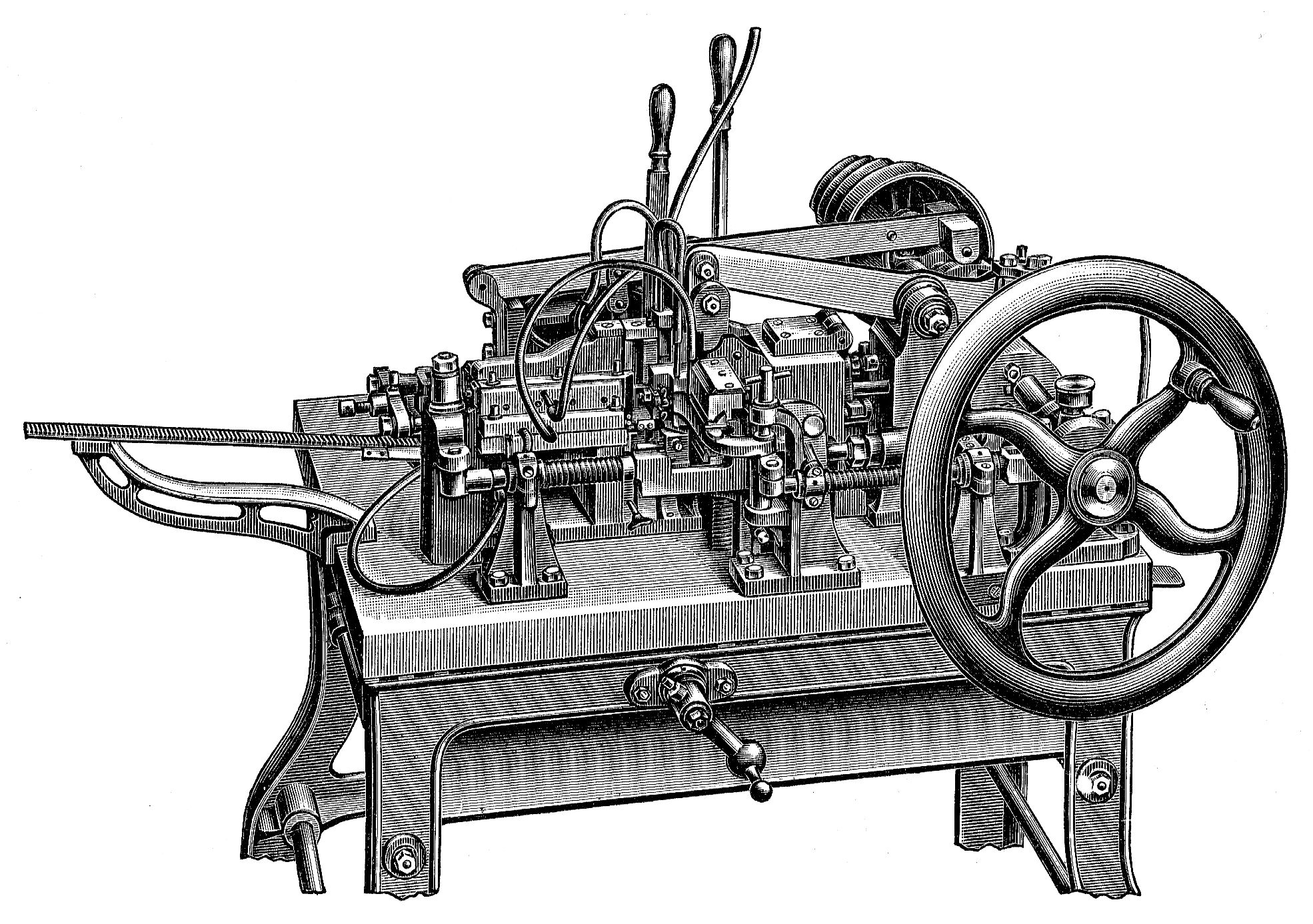
Komplettgießmaschine Modell I Küstermann & Comp. für Hand und elektrisches Betrieb 1885 Berlin.

Die Firma baute seit 1874 eine Gießmaschine eigenen Systems, die als Stopfmaschine weite Verbreitung fand. Der Bau von Komplettgießmaschinen nach dem System Foucher wurde im Jahr 1885 aufgenommen und durch technische Innovationen weiterentwickelt. Die Küstermann Komplettgießmaschine eigenen Patents, brachte eine neue Tagesleistung von 50.000 Lettern, im Vergleich lieferte die 1853 in London entwickelte Schriftgießmaschine von Johnson und Atkinson nur 30.000 Letter pro Tag. Am Ende des 19. Jahrhunderts war das von Küstermann & Co. produzierte Gießmaschinemodell das am häufigsten benutzte Modell (System Küstermann 1889) in den deutschen Schriftgießereien und Buchdruckereien. Die Küstermann Maschine wurde bereits nach Russland, Skandinavien und Osterreich exportiert. Im Jahr 1873 nahm die Firma an der Weltausstellung Wien und im 1896 an der Berliner Gewerbeausstellung teil. Gleichzeitig entstand die erste Durchschussplatten-Gießmaschine Küstermann für den Handbetrieb, diese war auch die verbreitetste Handgießmaschine auf den deutschen Markt. Auch die Doppelkomplettmaschine der H. Berthold AG wurde von Küstermann & Co. in Berlin 1906 gebaut. Ein eigenes Fabrikgebäude in Berlin N, Prinzenallee 74, wurde 1896 bezogen. Heinrich Küstermann trat 1902 vom Geschäft zurück und das Geschäft wurde von seinem Schwiegersohn Oskar Paap (geb. 15. Mai 1859) übernommen.
Durch Qualität und Innovation wurde die Berliner Firma Küstermann & Co. führender deutscher Hersteller von Gießmaschinen am Anfang des 20. Jahrhunderts. Sie baute eine Schnell-Komplettmaschine eigenen Patents seit 1908. Oskar Paap trat am 1. Juli 1924 aus der Firma zurück, die als offene Handelsgesellschaft von seinen drei Kindern Hans Paap, Lotte Köhler (geb. Paap) und Ernst Paap weitergeführt wurde. Nach langen Versuchen wurde 1927 von Küstermann & Comp. die erste elektrische Heizung mit automatischer Wärmeregulierung und Handregulierung für die Gießspitzenheizung für Komplettmaschinen auf den Markt gebracht.
Bis 1955 hatte die Firma ihre Adresse in der Prinzenallee 74 unter der Leitung der Familie Paap, ab 1961 in der Schulstraße 5 in Groß-Gerau. 1968 brachte Küstermann ein neues Universal-Gießmaschinen Modell auf den Markt. Dieses konnte Schrift zwischen 6 p und 20 p gießen, der Wechsel eines Schriftgrades war möglich, was ein großer Vorteil gegenüber Maschinen mit festen Größen war.

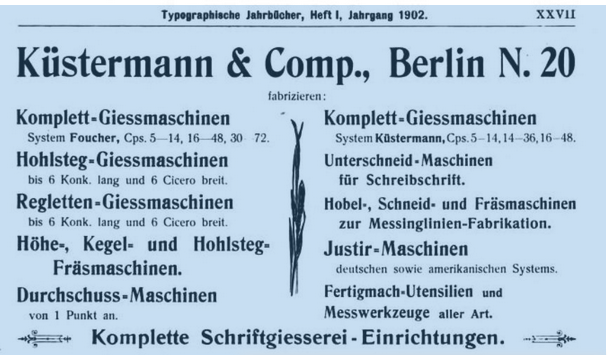
Werbung Küstermann & Co .Typographische Jahrbücher 1902.

Ab 1974 gehörte die Firma Küstermann zu Günter Kollross (1937–2016) Küstermann u. Comp. (Maschinenbauanstalt; Inh. Günter Kolross), Groß-Gerau. Im Jahr 1980 wurde die Firma unter dem Namen Maschinenbau Günter Kollroß GmbH & Co.KG, Groß-Gerau beim Amtsgericht Darmstadt HRA 52684 eingetragen.

## Entwicklung der modernen Schriftgießmaschine in Deutschland, Küstermann & Comp.
Mit der Entwicklung von elektrischen Komplettgießmaschinen während der Zweiten Industriellen Revolution des 19. Jahrhunderts wurden handgetriebene Gießmaschinen und die Gießhandarbeit überflüssig. Parallel zu Foucher Freres in Frankreich, Atkinson oder M.J. Hepurn & P.M. Slaukes in England spielten die Küstermann Maschinen eine Hauptrolle in der Industrialisierung des Fertigungsablaufs von Schriftmetall für den Buchdruck in Deutschland. Von Küstermann stammen die ersten Schnell-Komplettgießmaschinen.